# Schwaben Augsburg
Schwaben Augsburg – niemiecki klub piłkarski, grający obecnie w Bezirksoberlidze Schwaben (odpowiednik siódmej ligi), mający siedzibę w mieście Augsburg, leżącym w Bawarii (Szwabia).

## Historia
- 1847 – został założony jako TV 1847 Augsburg
- 1903 – założenie w klubie sekcji piłkarskiej
- 1919 – zmienił nazwę na SV Schwaben Augsburg
- 1925 – połączył się z SSV Augsburg tworząc SSV Schwaben Augsburg
- 1941 – połączył się z TV 1847 Augsburg tworząc TSV 1847 Schwaben Augsburg
- 1945 – został rozwiązany
- 1946 – został na nowo założony jako TSV 1847 Schwaben Augsburg
- 1969 – rezygnacja z udziału w rozgrywkach profesjonalnych – połączenie się z BC Augsburg tworząc FC Augsburg
- 1969 – kontynuowanie prowadzenia sekcji piłkarskiej w rozgrywkach amatorskich
- 1970 – połączył się z Eintracht Augsburg

## Sukcesy
- 8 sezonów w Gaulidze Bayern (1. poziom): 1933/34-34/35, 1937/38-38/39 i 1940/41-43/44.
- 12 sezonów w Oberlidze Süd (1. poziom): 1945/46-51/52, 1954/55-56/57 i 1961/62-62/63.
- 4 sezony w 2. Oberlidze Süd (2. poziom): 1952/53-53/54, 1957/58 i 1960/61.
- 6 sezonów w Regionallidze Süd (2. poziom): 1963/64-68/69.
- 2 sezony w Amateurlidze Bayern-Süd (3. poziom): 1958/59-59/60.
- 6 sezonów w Amateur-Oberlidze Bayern (3. poziom): 1981/82-83/84, 1988/89-89/90 i 1991/92.
- 4 sezony w Oberlidze Bayern (4. poziom): 1998/99-00/01 i 2002/03.

- mistrz 2. Oberliga Süd (2. poziom): 1954 (awans do Oberligi Süd)
- mistrz Amateurliga Bayern-Süd (3. poziom): 1959 (przegrywa baraże o awans do 2. Oberligi Süd) oraz 1960 (awans do 2. Oberligi Süd)
- mistrz Landesliga Bayern-Süd (4. poziom): 1991 (awans do Amateur-Oberligi Bayern)
- mistrz Landesliga Bayern-Süd (5. poziom): 1998 (awans do Oberligi Bayern)
- mistrz Bezirksliga Schwaben-Süd (5. poziom): 1975 (awans do Landesligi Bayern-Süd)
- mistrz A-Klasse Augsburg-Ost (6. poziom): 1973 (awans do Bezirksligi Schwaben-Süd)
- mistrz B-Klasse Augsburg (7. poziom): 1971 (awans do A-Klasse Augsburg-Ost)
- wicemistrz 2. Oberliga Süd (2. poziom): 1961 (awans do Oberligi Süd)
- wicemistrz Landesliga Bayern-Süd (4. poziom): 1981 i 1988 (awanse do Amateur-Oberligi Bayern)
- wicemistrz Landesliga Bayern-Süd (5. poziom): 2002 (awans do Oberligi Bayern)
- wicemistrz C-Klasse Augsburg (8. poziom): 1970 (awans do B-Klasse Augsburg)
- zdobywca Pucharu Południowych Niemiec: 1922
- zdobywca Pucharu Szwabii: 1959
- finalista Pucharu Szwabii: 1997